# Universidad ITMO
La Universidad ITMO (Ruso: Университет ИТМО) es una universidad en San Petersburgo, y una de las Universidades Nacionales de Investigación de Rusia . La Universidad ITMO es una de las 15 universidades rusas que fueron elegidas para participar en el Proyecto 5-100 de Excelencia Académica Rusa por el gobierno de la Federación Rusa para mejorar su competitividad en el ámbito internacional entre los centros líderes de educación e investigación del mundo.
Las prioridades de investigación de ITMO están concentradas en las tecnologías de información y de fotónica.
La Universidad consiste de 18 departamentos, 7 institutos de investigación y una academia, con un total de 119 cátedras. El número total de estudiantes en el 1 de abril de 2014 era de 13,890, de los cuales más de 900 eran extranjeros. La universidad emplea a 1,163 instructors, incluyendo a más de 800 doctorados. Muchos de los miembros del personal e investigadores han recibidos premios y reconocimientos del gobierno de “trabajador honrado de la ciencia”, el más alto en Rusia. Vladimir Vasilyev ha sido el rector de la universidad desde 1996.

## Historia
La fecha de fundación de la Universidad se considera que es el 26 de marzo de 1900, cuando se abrió un Departamento de Mecánica, Óptica y Manufactura de Relojes en la Escuela Vocacional del Príncipe Nicolás. En aquel entonces era la única escuela en el Imperio Ruso que preparaba a especialistas en esas áreas. El primer año alrededor de 65 aplicaciones fueron recibidas para 30 lugares. Dieciocho estudiantes fueron admitidos a la sección de manufactura de relojes y 18 a las de mecánica y óptica.

## 1917 – 1941

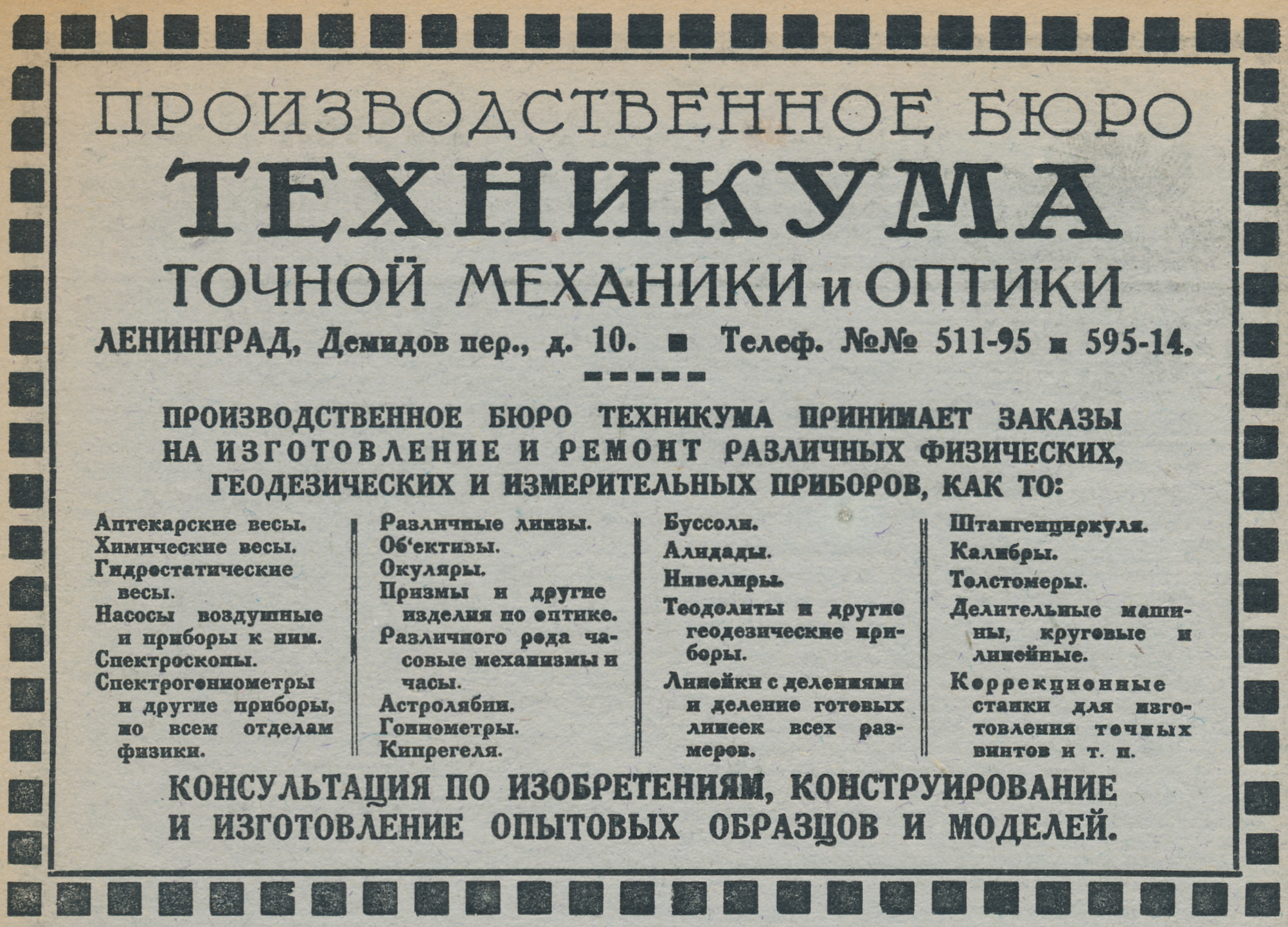
Anuncio del Colegio del Buró de Producción TMO, 1927

En 1917 el Departamento de Mecánica, Óptica, y Manufactura de Relojes se convirtió en una entidad independiente: Colegio Técnico de Mecánica, Óptica, y Manufactura de Relojes de Petrogrado. Norberto Boleslavovich Zavodsky se convirtió en su director. En 1920, la mayoría de sus clases fueron transformadas al Colegio de Mecánica de Precisión y Óptica de Petrogrado (más tarde, Leningrado). Los municipios le asignaron un edificio en Demidov Pereulok (Pereulok Grivtzova). Las instalaciones de manufactura del colegio produjeron una variedad de complejos productos ópticos y de mecánica de precisión. El primer grupo de ingenieros de instrumentos de la URSS se graduó de aquí en 1931.
En 1930, el colegio fue transformado al Centro de Entrenamiento de Leningrado, y en 1933, el Instituto de Mecánica de Precisión y Óptica de Leningrado (LITMO) se volvió una universidad aparte. Su primer laboratorio de investigación fue establecido en el Departamento de Tecnologías de Vidrio Óptico. Gracias a la investigación realizada ahí, la URSS pudo evitar el importar los caros abrasivos extranjeros.

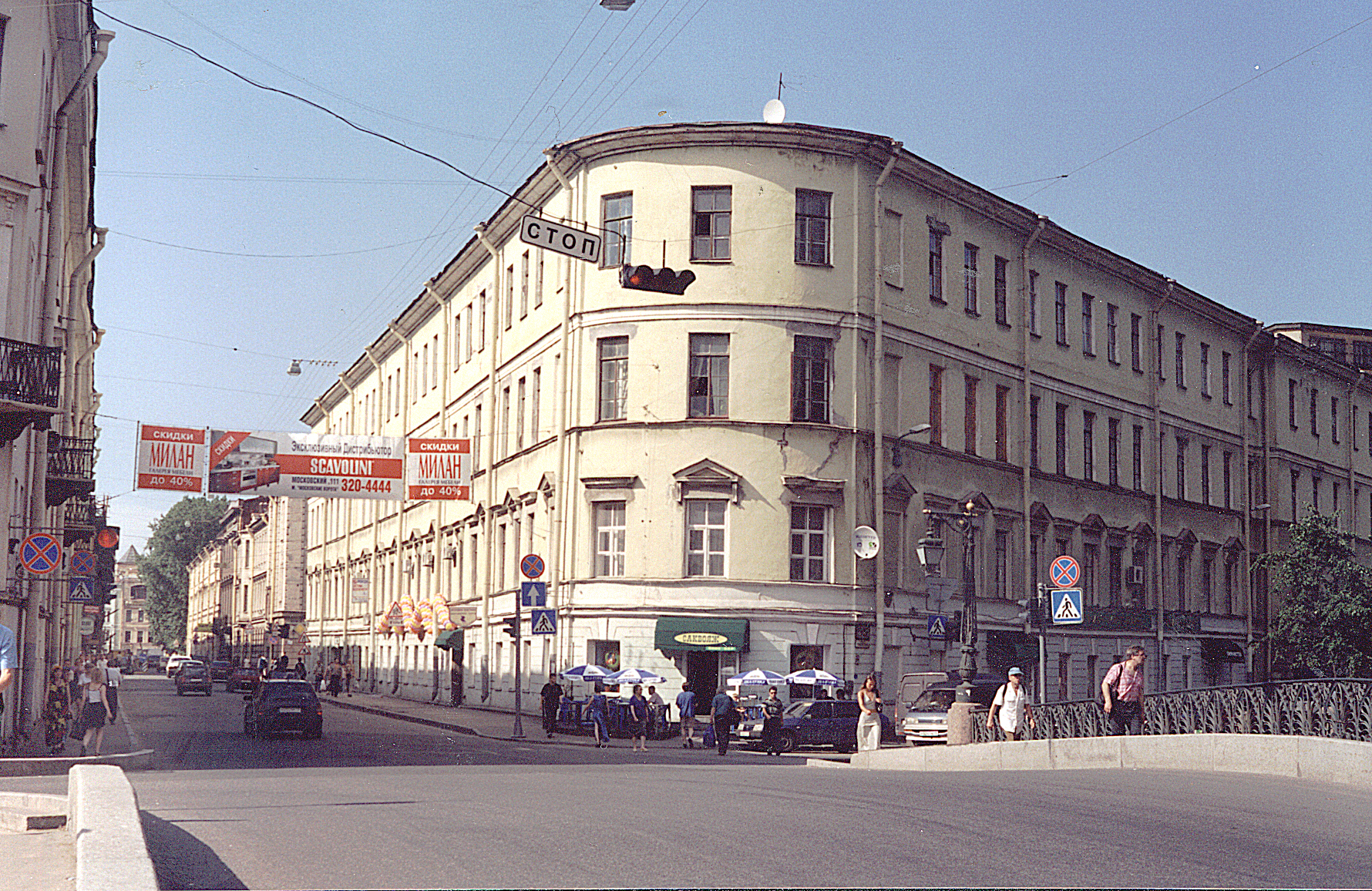
El primer edificio principal de LITMO, Demidov Pereulok (Pereulok Grivtzova), 10. 2006

En 1937, LITMO abrió el primer laboratorio de maquinaria de cálculo que fue posteriormente transformado al Departamento de Dispositivos Matemáticos y de Cómputo. Para otoño de 1939 se convirtió en uno de los mejores departamentos del instituto y se enfocó en el desarrollo de dispositivos de cómputo electromecánicos, y dispositivos de control. Para 1940, contaba con 1,400 estudiantes y empleaba a 27 profesores así como a 80 profesores asociados y doctorados.

## 1941 – 1945
Con el comienzo de la Segunda Guerra Mundial, 189 estudiantes y 85 miembros del personal fueron a las líneas del frente, mientras que más de 450 se unieron a las Milicias Populares. Las clases continuaron y sólo al final de 1942 los estudiantes e instructores fueron evacuados a la ciudad de Cherepanovo cerca de Novosibirsk.
Durante el Sitio de Leningrado, LITMO continuó operando unas instalaciones de reparaciones militares para el frente de Leningrado. Fueron establecidas en los primeros días de guerra y fabricaba instrumentos de prueba y medición para las unidades del ejército y la armada. Durante el sitio, las instalaciones desarrollaron mirillas ópticas mejoradas, arreglaban binoculares de artillería, panoramas de armas, mirillas telescópicas antiaéreas, periscopios, “vasos” maquinados para proyectiles antiaéreos y partes para minas terrestres y marinas.
Después de que el sitio fue retirado, el documento de reevacuación fue firmado el 10 de agosto de 1944. Los estudiantes y los instructores regresaron a la ciudad, y las clases empezaron nuevamente ese octubre.

## 1945 – 1992

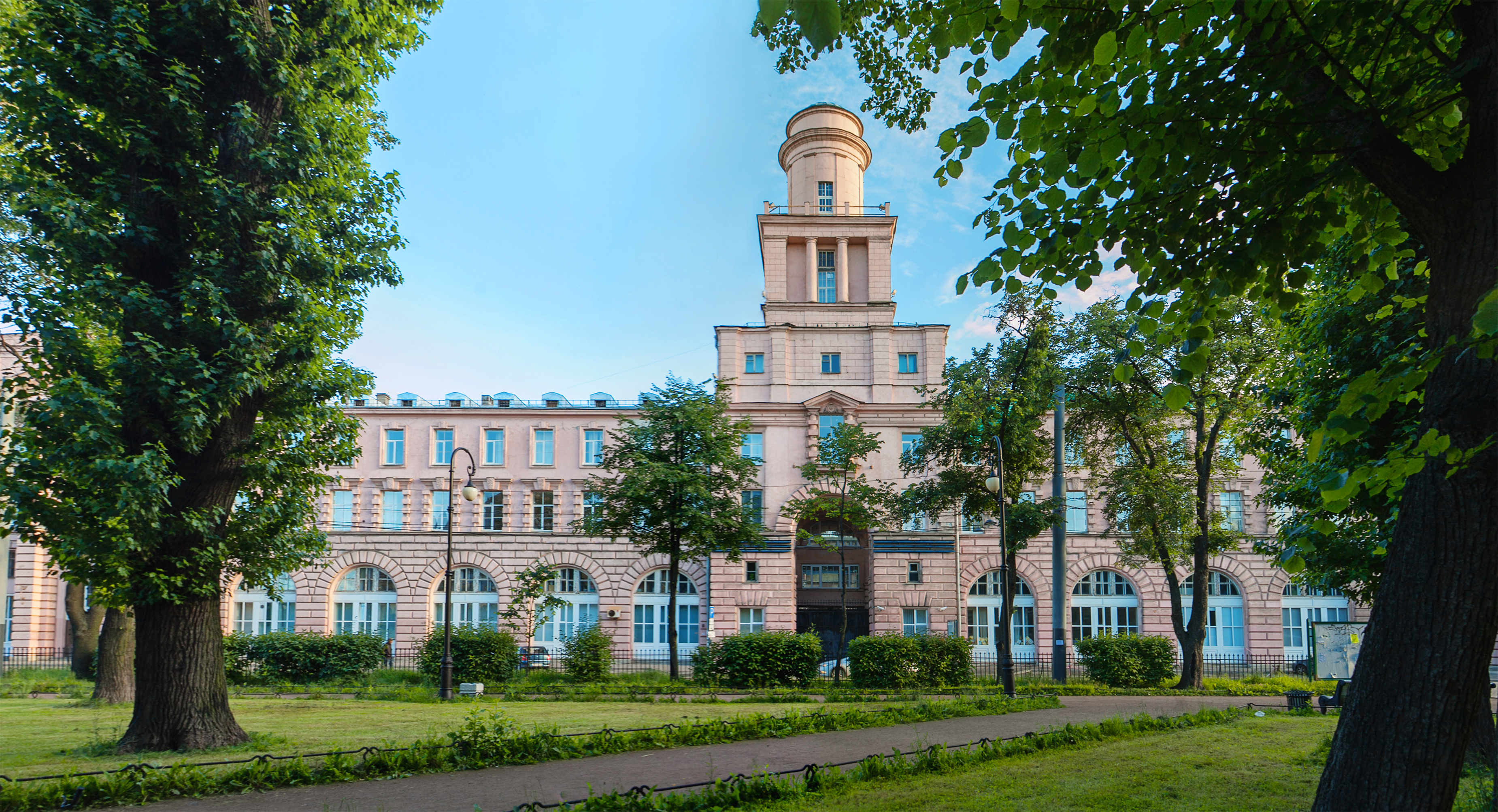
El edificio principal de la Universidad ITMO, Kronversky prospect, 49, 2015

La Universidad empezó a desarrollarse activamente después de la guerra. En otoño de 1945 abrió una nueva facultad, la facultad de Instrumentación Eléctrica, la cual después de poco tiempo fue reorganizada como facultad de Radio Ingeniería. Ahí fue establecido uno de los primeros departamentos de Radio Electrónica Cuántica, el cual empezó a entrenar a especialistas en esa área. Aquel fue un gran hito en el desarrollo de láseres en la URSS. El departamento de Ingeniería Física fue establecido ahí en 1946 por la iniciativa del presidente y varios miembros de la Academia de Ciencias de la URSS. De este departamento se graduó en 1954 el Doctor Yuri Denisyuk, científico posteriormente renombrado, autor de varios descubrimientos de holografía, y laureado del estado. En 1956, los investigadores del departamento de Dispositivos de Cómputo comenzaron a trabajar en la primera máquina de cálculo “LITMO-1” que fue terminada en 1958. Hacía cálculos de ingeniería en binario, pero los datos que se metían y los resultados eran presentados en el familiar sistema decimal.
Un laboratorio de tecnologías láser fue abierto en los años 60. El edificio en la calle Sablinskaya, él cual es ahora el campus principal, fue construido en los 70s. La siguiente década vio el comienzo de la investigación de la tecnología de microprocesadores, y la apertura del Instituto Interdisciplinar de Estudios Avanzados para entrenar profesionales de manufactura y en nuevas áreas de ingeniería y tecnología.

## 1992-presente
En 1992, LITMO se convirtió en el Instituto de Mecánica de Precisión y Óptica de San Petersburgo, y en 1994 adquirió el estatus de universidad. La Facultad de Tecnologías y Controles Computacionales, la más grande de la universidad, abrió en 1994.
En 1994 el instituto fue el iniciador y desarrollador clave de RUNNET, una red IP que une todos los grandes centros de desarrollo y educación en Rusia. El trabajo fue supervisado por el Dr. Vasilyev. El instituto instaló en otras universidades antenas satelitales “Arcoíris de Rusia”, rentadas del ejército. En 1995 fue establecido el centro de desarrollo “Óptica Computacional”.
En 2003 el instituto cambió su nombre a “Universidad Estatal de Tecnologías de Información, Mecánica y Óptica”.
A lo largo de la última década la “Academia de Métodos y Tecnologías de Administración” (LITMU) fue agregada a la estructura de ITMO, así como el Instituto Interdisciplinario de Entrenamiento Profesional en Nuevas Áreas de la Ciencia y la Tecnología y el Centro Estatal Científico de Redes Computacionales de Telecomunicación de Educación Superior, seguido del Colegio de Manufactura de Instrumentación Marina de San Petersburgo, Universidad Estatal de Refrigeración y Biotecnología de San Petersburgo y el Colegio Tecnológico Económico Mendeleev de San Petersburgo.
En 2009 la Universidad obtuvo el estatus de Universidad Nacional de Investigación y se le cambió el nombre a Universidad de Investigación Nacional ITMO en 2011. En 2013 fue seleccionada
Desde el año 2014 la universidad lleva el nombre de Universidad ITMO.

## Cronología de Nombres
- 1900 - 1917 – Departamento de Mecánica, Óptica y Manufactura de Relojes de la Escuela Vocacional del Príncipe Nicolás
- 1917 - 1920 – Colegio Técnico de Mecánica, Óptica, y Manufactura de Relojes de Petrogrado
- 1920 - 1930 – Colegio de Mecánica de Precisión y Óptica de Petrogrado
- 1930 - 1992 – Instituto de Mecánica de Precisión y Óptica de Leningrado
- 1992 - 1994 – Instituto de Mecánica de Precisión y Óptica de San Petersburgo
- 1994 - 2003 – Universidad de Mecánica de Precisión y Óptica de San Petersburgo
- 2003 - 2011 – Universidad Estatal de Tecnologías de la Información, Mecánica, y Óptica
- Desde 2011 – Universidad Nacional de Investigación ITMO
- Desde 2014 – Universidad ITMO

## Presente

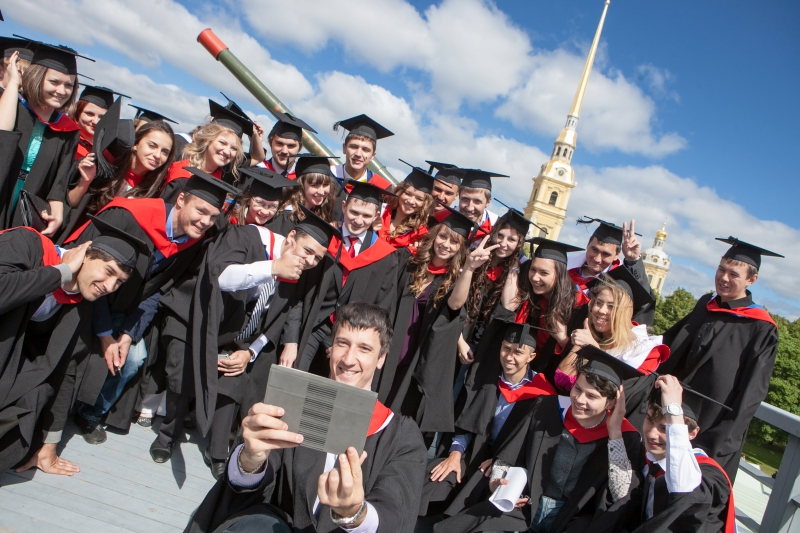
Los mejores graduados en el bastión del Fuerte de Pedro y Pablo, 2014

La universidad tiene un sistema de educación superior de múltiples niveles: grado universitario – 4 años, especialista – 5 años, maestría – 2 años, postgrado – 3-4 años.
Desde el 2013/2014 ITMO se ha estado asociando con universidades en Alemania, los Países Bajos, Polonia, Finlandia, Francia, entre otras, para participar en programas educacionales internacionales de “doble grado”. Los graduados de ITMO de estos programas reciben un segundo grado de una de las universidades socio.
La universidad colabora con compañías grandes de San Petersburgo, incluyendo Elektropribor, LOMO, Instituto Mendeleev de Meteorología, donde los estudiantes pueden recibir prácticas y futuro empleo.
La universidad acepta una variedad de becas: becas del Presidente de la Federación Rusa, del Gobierno de la Federación Rusa, del Gobierno de San Petersburgo, becas especiales en matemáticas, física, tecnologías de la información, beca del Consejo de Investigación, y becas otorgadas por LOMO y otras compañías.
Los estudiantes y el personal de la universidad realizan proyectos y actividades de investidaciones por su cuenta como parte de programas financiados por el estado y contratos internacionales, programas enfocados a nivel federal e industrial (Programa federal “Investigadores e Instructores Científicos de la Rusia Innovadora para los años 2009 – 2013”, Programa Federal “Investigación y Desarrollo en Áreas de Prioridad para el Complejo Tecnológico y Científico de Rusia para los años 2007 – 2013”, petición estatal por el Ministerio de Educación y Ciencia de Rusia para el año 2013), subsidios de investigación, etc.
La universidad organiza competiciones, congresos (por ejemplo, el anual “Congreso de Científicos Jóvenes”), foros, conferencias de investigación, incluyendo aquellos de nivel internacional (“Sensorica”, “Problemas Fundamentales de la Óptica, etc.). En 2013 la universidad fue una de las sedes clave para el Foro Estudiantil Nacional de Rusia.
La universidad participa en varios programas de intercambio estudiantil y de instructors financiado por diferentes organizaciones, incluyendo el Centro para la Movilidad Internacional, DAAD, etc. ITMO es miembro de la Asociación de Universidades Europeas, la Red Regional Universitaria del Mar Báltico (BSRUN). También colabora con varias universidades extranjeras, incluyendo UCLA y el ITESM.
La Universidad ITMO es una de las dos universidades de San Petersburgo, miembro de la Organización de Cooperación de Shanghái. La Universidad SCO ofrece aprendizaje inmerso en el que los estudiantes trabajan sobre la base de planes individuales, aprenden acerca de la vida en un país diferente, y por tanto agregan más a experiencia a su educación en su universidad de origen. Al graduarse, los estudiantes de la Universidad SCO reciben un diploma regular y un certificado especial.
La universidad es parte de la Asociación de Universidades Técnicas de Rusia y China, fundada en 2011, y participa en programas educativos conjuntos con las universidades líderes en China. Esta organización no comercial une universidades técnicas de ambos países y facilita el intercambio de estudiantes e instructores. Fue originalmente establecida entre el Instituto de Tecnología de Harbin y la Universidad Técnica Bauman en Moscú.
Estudiantes de ITMO han ganado en múltiples ocasiones el campeonato de programación “Yandex.Algorithm”, organizado por una de las más grandes compañías de internet de Rusia. No es una competencia estudiantil propiamente dicho, pero está abierta para participantes de 17 años en adelante. En 2013 recibió a más de 3000 programadores de 84 diferentes países y varias grandes empresas, incluyendo Google, Facebook, y VKontakte. Ese mismo año estudiantes de ITMO se llevaron oro y plata; y en 2014, oro nuevamente, seguido de otro oro en 2015.
El equipo de ITMO también participa con regularidad en el campeonato de programación ACM ICPC patrocinado principalmente por IBM desde 1997. En 2013 la Universidad organizó el 37.º campeonato y uno de sus estudiantes se llevó el premio mayor. Estudiantes de ITMO han recibido medallas en este campeonato desde 1999, y entre 2004 y 2015 fueron campeones absolutos seis veces.
En el 2013, después de su quinta victoria, el Ministerio de Defensa de Rusia firmó un contrato con la Universidad ITMO para desarrollar software para aviones autónomos y robótica, por mencionar algunos. Ese mismo año el ministro de Defensa, Sergey Shoygu, ofreció a los alumnos con talento trabajos en unidades científicas militares como alternativa al servicio militar obligatorio.
La Universidad ITMO mantiene lazos con las compañías de IT líderes. En el 2011, Dmitry Grishin, el director general de Mail.Ru, se convirtió en el líder del departamento de tecnologías de internet fundado por la compañía; posteriormente fue reorganizado. En 2012, programadores rusos que trabajan para Facebook organizaron una serie de charlas en las universidades técnicas líderes de Rusia, incluyendo a ITMO. En 2015, el ganador del premio Nobel, Zhores Alferov, abrió el Año Internacional de la Luz y Tecnologías de la Luz en San Petersburgo y organizó una clase abierta en la universidad. Del 9 de enero de 2013 al 3 de noviembre de 2014, un tributo a Steve Jobs con la forma de un iPhone gigante decoró el patio de uno de los edificios de la universidad en Birzhevaya Liniya.
En noviembre de 2014, la asociación de productores de software, Russoft, publicó una lista de las mejores universidades de Rusia por el nivel de éxito en el entrenamiento de especialistas de IT. ITMO ocupó el primer lugar. Aproximadamente al mismo tiempo la universidad organizó una conferencia en conjunto con la asociación acerca de las ventajas del desempeño exitoso en competencias internacionales de programación.
El 26 de noviembre de 2014 la universidad abrió su oficina de representación en Bruselas.
En el 2015 el Ministerio de Educación ofreció a varias universidades, incluyendo a ITMO, participar en la asociación “Plataforma Nacional para Educación Abierta” y desarrollar un piloto para educación en línea con la oportunidad de graduarse al completar los cursos. Actualmente este proyecto todavía requiere cambios en cuanto a licencias y acreditaciones universitarias se refiere. Cada una de las universidades participantes tiene que presentar no menos de cuatro cursos en línea para septiembre de 2015.
El presidente de la Federación Rusa, Vladímir Putin, felicitó al equipo de la Universidad ITMO por su sexta victoria en el campeonato de programación ACM ICPC en la sesión plenaria durante el segundo día del Foro Económico Internacional de San Petersburgo en mayo de 2015.

## Rankings Universitarios
La Universidad ITMO es una de las 15 universidades que participan en el Proyecto de Excelencia Académica Rusa “5-100”, enfocado en maximizar la posición competitiva de un grupo de universidades rusas líderes en el mercado global de investigación y educación. El proyecto fue lanzado en 2013. El éxito del proyecto será medido por el rendimiento de dos de los rankings más acreditados: QS y el Time Higher Education. Todos los participantes obtuvieron alrededor de 600 – 700 millones de rublos de financiamiento por parte del estado en la primera etapa después de haberse considerado las “trayectorias” de desarrollo de las universidades. En marzo de 2015 ITMO se convirtió en uno de los cuatro líderes del proyecto. El Ministerio de Ciencia y Educación planea incrementaron los subsidios para las escuelas líderes hasta mil millones de rublos.
| Rankings internacionales                                                                             | 2013  | 2014    | 2015 |
| --- | ----- | ------- | ---- |
| 4 International Colleges & Universities                                                              | 977   |         |      |
| Interfax: ranking conjunto para los nuevos países independientes Georgia, Letonia, Lituania, Estonia | 32-36 |         |      |
| Webometrics                                                                                          | 1399  | 985     | 1049 |
| QS University Rankings: BRICS 2014                                                                   |       | 111-120 | 99   |

| Rankings de universidades rusas                                                                   | 2011  | 2012  | 2013 | 2014 | 2015 |
| ------------------------------------------------------------------------------------------------- | ----- | ----- | ---- | ---- | ---- |
| 4 International Colleges & Universities, universidades rusas                                      |       | 8     | 8    |      | 4    |
| Webometrics, universidades rusas                                                                  |       |       | 13   | 9    | 9    |
| Interfax                                                                                          | 27-29 | 18-22 | 17   | 17   | 15   |
| Agencia de Rankings “Expert”                                                                      |       | 23    | 23   | 22   | 22   |
| Ranking de resultados de investigación de universidades por el Fondo Ruso Científico Humanitario' |       |       | 6    |      |      |

## Estructura. Institutos y Departamentos de la Universidad
- Instituto de Diseño y Estudios Urbanos
- Instituto de Medicina Translacional
- Facultad de Entrenamiento de Expertos Altamente Cualificados
- Facultad de Tecnologías Computacionales y Sistemas de Control

1. Facultad de Sistemas de Control y Robótica Industrial
2. Facultad de Ingeniería en Software y Sistemas Computacionales
3. Facultad de Seguridad de Información y Tecnologías Computacionales

- Facultad de Tecnologías de la Información y Programación
- Facultad de Tecnologías de Infocomunicación
- Facultad de Fotónica e Información Óptica
- Facultad de Ingeniería de Láser y Luz
- Facultad de Tecnologías de Dirección e Innovaciones
- Instituto de Desarrollo Internacional y Colaboración
- Facultad de Técnicas Criogpenicas y Aire Acondicionado
- Facultad de Biotecnología e Ingeniería Alimenticia
- Facultad de Negocios y Leyes Internacionales
- Facultad de Manejo y Automatización de Controles
- Facultad de Ciencias Naturales
- Facultad de Educación Militar Integrada
- Facultad de Educación a Distancia
- Facultad de Educación Secundaria Vocacional
- Facultad de Desarrollo Profesional y Entrenamiento de Preparación Pre-entrada
- Facultad de Entrenamiento Avanzado de Maestros

## Dirección

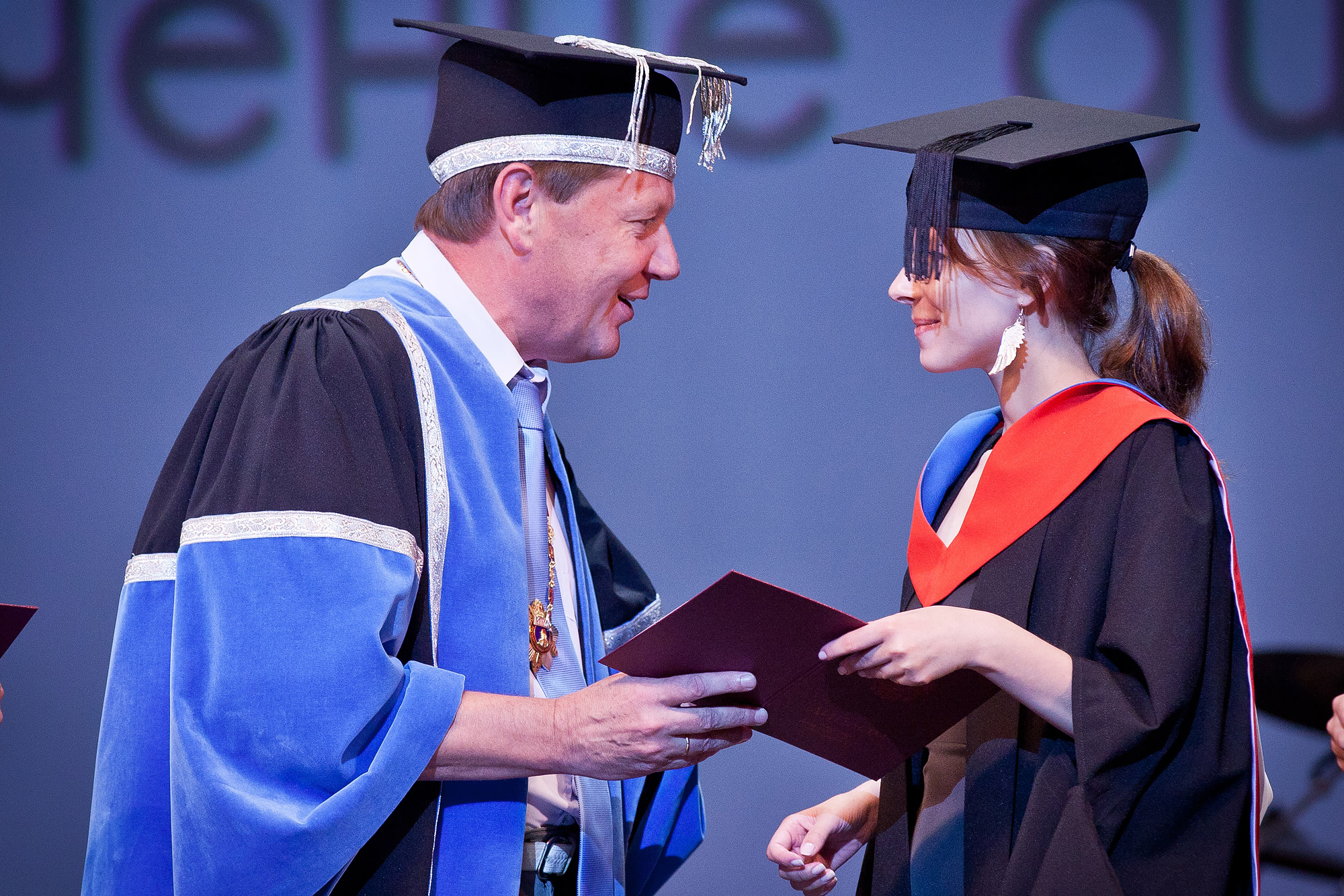
Rector Vladimir Vasilyev en la entrega de diplomas, 2013

Desde 1996 el rector de la universidad es el científico con honores de la Federación Rusa, Presidente del Consejo de Rectores de San Petersburgo (2004), Vicepresidente de la Unión Rusa de Rectores (2006), miembro correspondiente de la Academia Rusa de Educación, miembro correspondiente de la Academia Rusa de las Ciencias, Doctor en Ciencias Técnicas, el Profesor Vladimir Vasilyev.

## Investigación y colaboraciones
La Universidad ITMO colabora en proyectos de innovación e investigación con varias compañías rusas, incluyendo LOMO, Instituto Mendeleev de Meteorología (VNIIM), “Tekpribor”, “Elektropribor”, etc. La universidad ha firmado un acuerdo para crear el Centro de Transferencia de Tecnologías Noroccidental que se convertirá en uno de los 12 nano-centros alrededor de Rusia. Originalmente se suponía que estaría en la ciudad de Gatchina. En 2015 fue abierto en San Petersburgo en Malookhtenskii prospekt. Otro proyecto conjunto con Rusnano es “Innograd de Ciencia y Tecnología”. Se espera que abra para el 2019 en la ciudad satélite “Yuzhni”. Rusnano está invirtiendo 690 millones de rublos en su equipamiento. Se planea iniciar la construcción en 2015 en la ciudad de Pushkin, cerca de San Petersburgo.

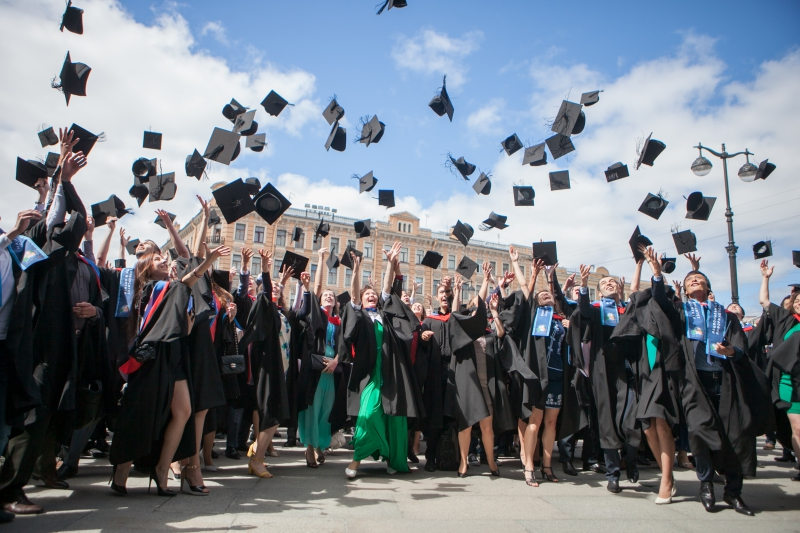
Ceremonia de graduación de masters y especialistas, 2013

En 2012, un centro de comunicaciones, “Skolkovo”, debía de ser abierto en el campus del ex Instituto de Refrigeración y Biotecnologías de ITMO, pero los planes fueron alterados. Ese mismo año la universidad firmó un memorándum con RSV Venture Partners Foundation para establecer un fondo de $6 millones de dólares para startups de IT. En 2013, el Fondo de Desarrollo de Iniciativas de Internet ofreció a la Universidad ITMO colaborar en la apertura de aceleradores regionales para apoyar comercialmente a los startups de internet. La Universidad ITMO también es socio comercial de la Compañía de Emprendimiento Rusa desde 2013.
La lista de socios internacionales de la universidad a lo largo de los años ha incluido a General Motors, PPG, Samsung Electro-Mechanics, Nokia y otras más.
Los trabajos de investigación y desarrollo se llevan a cabo en los departamentos de investigación de la misma universidad: Instituto de Investigación de Nanofotónica y Tecnología de Información Óptica, Instituto de Investigación de Alta Tecnología Computacional, Instituto de Física Láser, Instituto de Investigación de Prueba y Monitoreo en Centros Científicos y Técnicos, “Tecnologías y Sistemas de Información Óptica”, “Tecnologías de Información Óptica”, así como en el centro científico, educacional y de producción “Russar”, entre otros. A partir del 2014 la universidad cuenta con 29 centros internacionales de investigación.
El Instituto de Investigación “Sistemas de Información y Control” participó en varios seminarios y conferencias internacionales en 2014, incluyendo:
- DDPT 2014: Seminario Internacional: “Técnicas Descriptivas de Procesamiento de Información”
- Taller de Teoría de Diseño Algebraico y Matrices de Hadamard (ADTHM) 2014.
- Conferencia Multitemática “Smart Digital Futures” 2014

Estudiantes y miembros del personal de más de 80 departamentos y facultades participan en investigación. Muchos de ellos trabajan en “pequeñas empresas innovadoras”, o startups, ubicadas en el Tecnoparque en Birzhevaya Liniya, ofreciendo acceso a equipo de alta tecnología.
Como parte del Proyecto 5-100, el Tecnoparque abrió en 2015 un espacio de colaboración llamado FabLab, el cual también ofrece instalaciones y recursos, incluyendo una impresora 3D, una grabadora láser, una máquina fresadora, etc. El equipo es ofrecido libre de costo para los especialistas y estudiantes de la Universidad ITMO.

### Programa de Universidad de Investigación Nacional

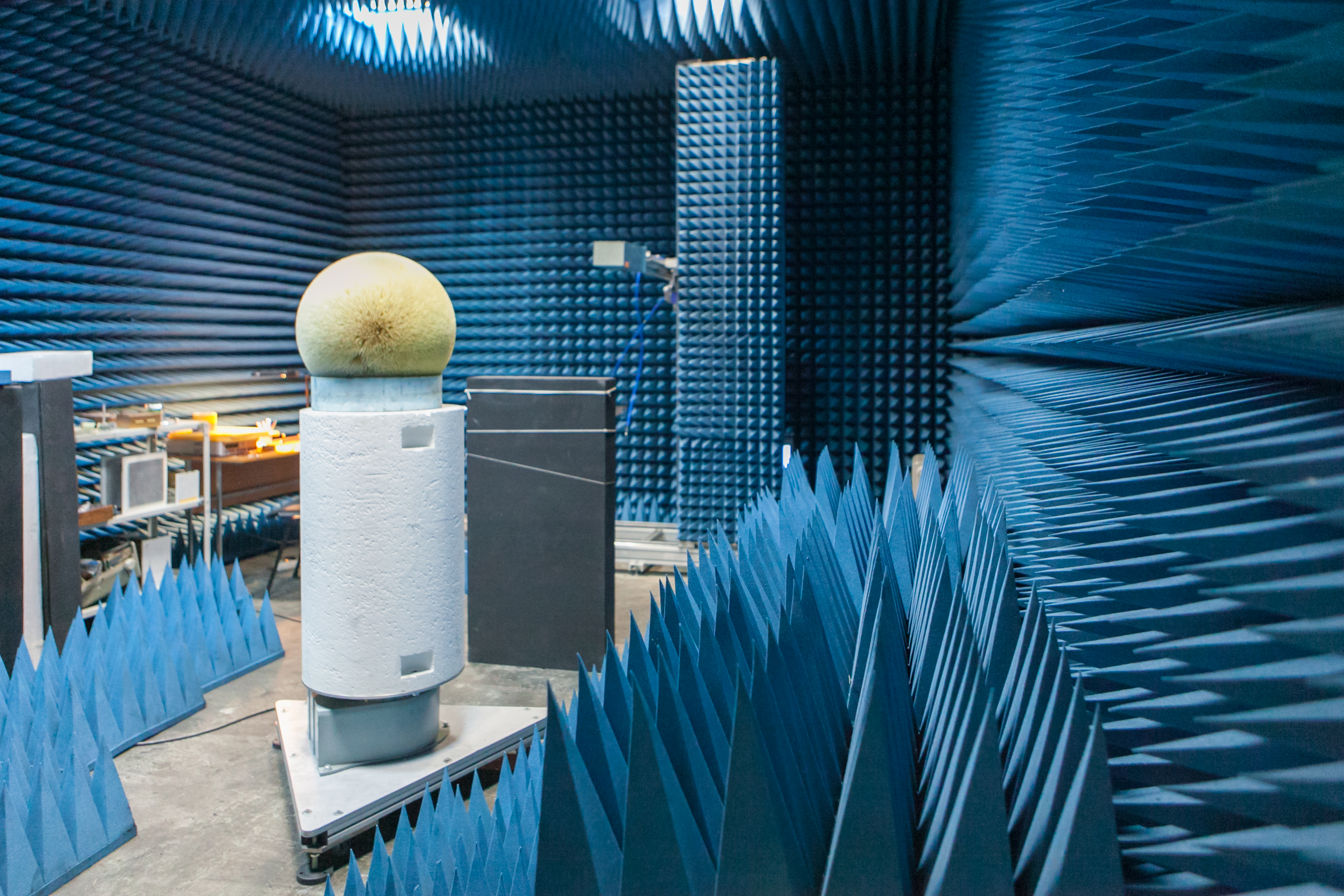
Cámara anecoica del laboratorio “Metamateriales”. 2015

En 2009 le fue otorgado a la universidad estatus de Universidad Nacional de Investigación. Esto implica que lleva a cabo investigación en áreas consideradas clave para el desarrollo de la economía de Rusia, incluyendo IT, fotónica, optoinformática y ciencia urbana.

### Centros de investigación internacionales
Como parte del Proyecto 5-100, la universidad creó centros de investigación internacionales para llevar a cabo investigación en conjunto entre científicos en ITMO y sus colegas en centros de investigación y educación extranjeros. Para el 2014 la universidad ha establecido 49 de dichas entidades con colíderes de los EE. UU., el Reino Unido, Alemania, Australia, China, etc..
A fin de reforzar el apoyo gubernamental para el desarrollo de la ciencia e innovaciones en la educación superior y para mejorar la calidad de la educación superior, el 9 de abril de 2010 el Gobierno de la Federación Rusa estableció subsidios monetarios que se otorgan en condiciones de competitividad para dar apoyo a proyectos de investigación científica implementados por los científicos líderes mundiales en instituciones rusas de educación superior. De aproximadamente 507 aplicaciones, a 39 les fueron otorgados fondos, incluyendo a dos de la Universidad ITMO. En 2013 la Universidad ITMO ganó dos más mega-subsidios del Ministerio de Educación y Ciencia de la Federación Rusa.
| Año  | País                        | Científico líder      | Campo científico                                      | Campo de estudios                                                      |
| ---- | --------------------------- | --------------------- | ----------------------------------------------------- | ---------------------------------------------------------------------- |
| 2010 | Bandera de Australia        | Prof. Yuri S. Kivshar | Física                                                | Metamateriales                                                         |
| 2010 | Bandera de los Países Bajos | Prof. Peter Sloot     | Tecnologías de la Información y Ciencia Computacional | Ciencias de la Computación                                             |
| 2013 | Bandera de Francia          | Prof. Romeo Ortega    | Ciencias Computacionales y de la Información          | Sistemas de Control Robustos y Adaptativos, Comunicación y Computación |
| 2013 | Bandera de Irlanda          | Prof Yurii Gun'ko     | Nanotecnología                                        | Nanoestructuras anisotrópicas y ópticamente activas                    |

### Pequeñas Empresas Innovadoras (Start-ups)

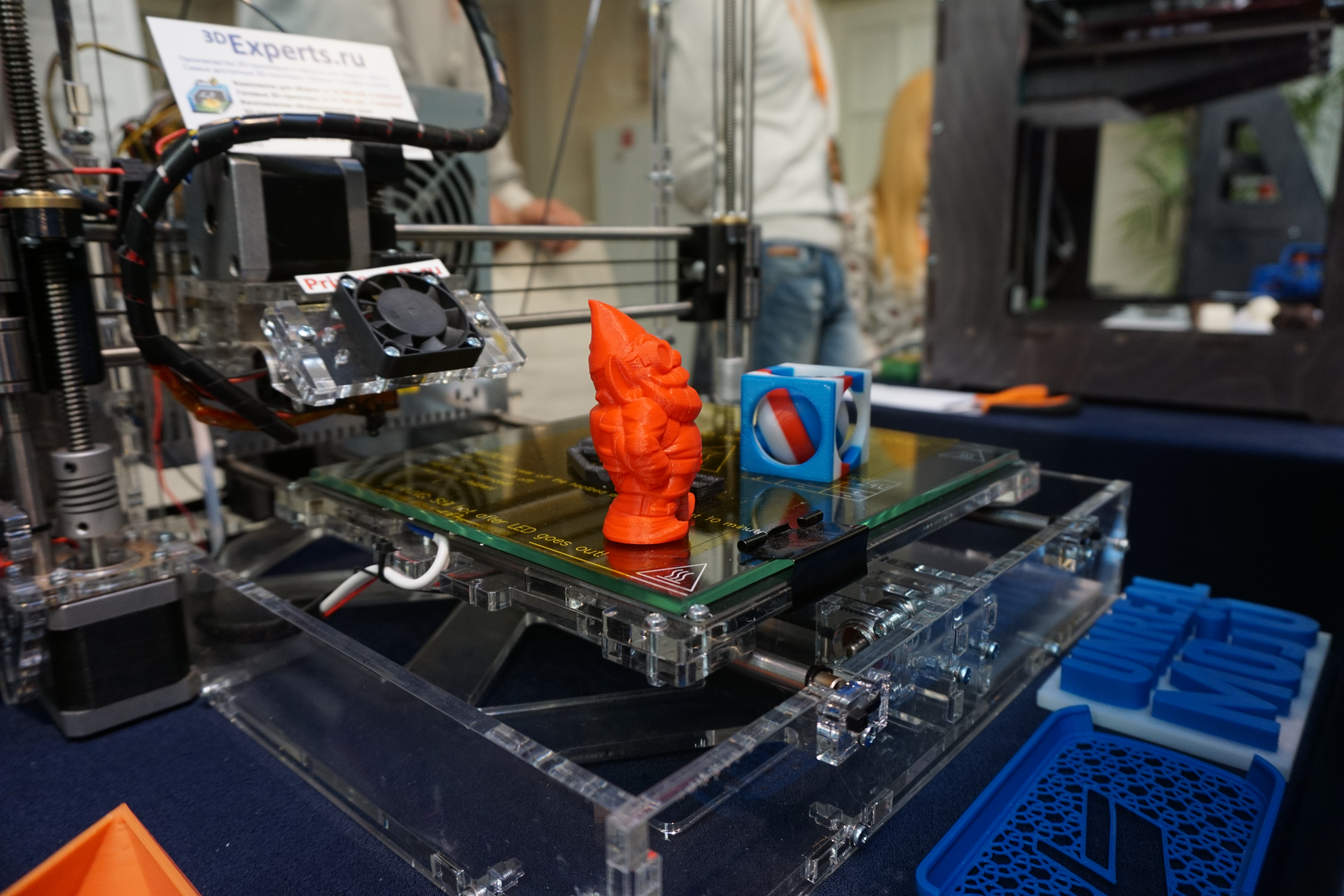
Impresora 3D de ITMO

Desde el 15 de agosto de 2009 las universidades rusas han podido formar pequeñas empresas innovadoras de acuerdo a la Ley Federal No 217 del 2 de agosto de 2009 N 217-FZ “Acerca de las Reformas para Ciertos Actos Legislativos de la Federación Rusa para el Establecimiento de Institutos Educacionales y Entidades de Negocios Económicos para el propósito de la aplicación práctica (implementación) de los resultados de la actividad intelectual”.
Para el 2015 la Universidad ITMO se ha convertido en la plataforma de lanzamiento de 43 pequeñas empresas innovadoras.
Un pequeño departamento es designado para ayudarlas a encontrar financiamiento, ofrecerles ayuda legal para registrarse, búsqueda de socios, ubicación en el Tecnoparque de la universidad y un incubador de negocios. Otros tipos de ayuda incluye iniciativas de educación: clases de espíritu empresarial social, la escuela de recolección de fondos FundIT, entrenamiento en habilidades sociales, lecciones de mercadotecnia y dirección, seminarios interdisciplinarios Brainexplain, así como lecciones de expertos invitados.
La universidad organiza cada año un foro internacional donde sus socios y accionistas de negocios discuten problemas en la transferencia de tecnologías y el desarrollo de ecosistemas de innovaciones. Otros eventos son el festival de Espíritu Empresarial Social, una competencia de proyectos de valor social “La gente te necesita”, y un juego de negocios “Mercadotecnia de Innovación”.
La Universidad ITMO está desarrollando una red de aceleradores de startups en regiones de Rusia como parte del programa de para el desarrollo del potencial de investigación e iniciativa empresarial de las universidades rusas “EURECA” en asociación con la fundación EE. UU.-Rusia y la Universidad de California, Los Ángeles (UCLA). Para promocionar el construir un ecosistema de innovación desde cero, ITMO se asoció con “Xmas Ventures” y la Universidad Politécnica de San Petersburgo para establecer un Centro de Innovaciones Demola en San Petersburgo, el único en Rusia.
La empresa alemana SAP SE también ha sido fundamental en apoyar los startups de la universidad. Lo que empezó como eventos en conjunto de incubadoras de negocios y programas aceleradores en 2013, ha crecido a lo que es una cercana asociación, donde para el 2015 los estudiantes de la Universidad ITMO podrán tener acceso por parte de SAP a las soluciones, experiencia industrial, y el apoyo para llevar al mercado soluciones innovadoras.

### Aceleradoras
En primavera de 2015, la Universidad ITMO lanzó el Acelerador de Tecnologías del Futuro para startups en instrumentación, robótica, óptica y fotónica, biotecnologías y eficiencia de energía. En el futuro, los organizadores también esperan atraer compañías que trabajan con nuevos materiales y energía alternativa. Los participantes reciben un curso de entrenamiento de tres meses, así como espacio de oficina gratuito, suministros y consultas con expertos de investigación y negocios. Encima, pueden solicitar un subsidio de 300,000 rublos que cubre los gastos de investigación y desarrollo. En la primera sesión, 10 compañías fueron seleccionadas para participar fuera de las 70 que aplicaron. Al final de junio, las startups presentaron sus proyectos en la conferencia internacional Evento Rusia-UE de Emparejamiento de Startups en Bruselas.
El acelerador de startups SUMIT toma lugar en la universidad cada seis meses desde 2012. Los top 10 equipos de las previas sesiones de Rusia, Finlandia, Francia, y EE. UU. aseguraron financiamiento de $20,000 a $200,000 dólares americanos y se han instalado en el aceleradora de startups iDealMachines

### Campeonato Mundial de Programación

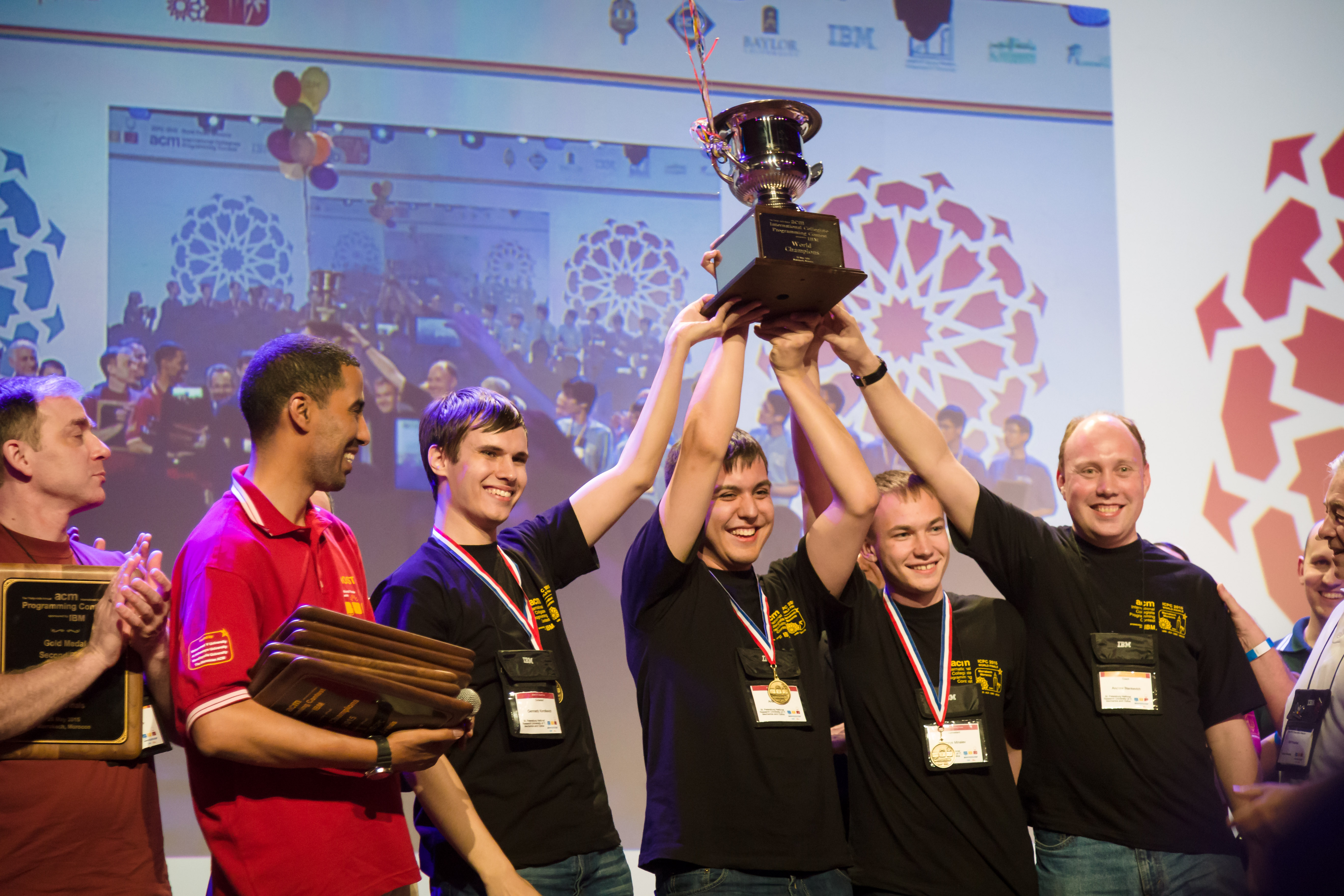
Estudiantes de la Universidad ITMO – Seis veces campeones absolutos en programación, 2015

En 2004 la Universidad ITMO obtuvo su primera victoria en el Concurso Colegial de Programación ACM-ICPC, y para el 2015 se convirtió en el primer hexacampeón en la historia del concurso.
En 2013 la Universidad ITMO fue la primera universidad rusa en organizar las finales del ACM-ICPC. Alrededor de 120 equipos representando 2.322 universidades de 36 países participaron en las rondas selectivas. Rusia fue representada por 15 equipos estudiantiles. La Universidad ITMO obtuvo una victoria en las finales.
| Año  | Lugar de la final       | Premio ganado    | Equipo                                                | Entrenador        |
| ---- | ----------------------- | ---------------- | ----------------------------------------------------- | ----------------- |
| 2016 | Tailandia, Phuket       | 7er lugar, Plata | Anton Kovsharov, Vladimir Smykalov, Adam Bardashevich | Andrei Stankevich |
| 2015 | Marruecos, Marrakech    | 1.er lugar, Oro  | Gennady Korotkevich, Boris Minaev, Artem Vasil'ev     | Andrei Stankevich |
| 2014 | Rusia, Ekaterimburgo    | Bronce           | Boris Minaev, Artem Vasil'ev, Adam Bardashevich       | Andrei Stankevich |
| 2013 | Rusia, San Petersburgo  | 1.er lugar, Oro  | Mihail Kever, Gennady Korotkevich, Niyaz Nigmatullin  | Andrei Stankevich |
| 2012 | Polonia, Varsovia       | 1.er lugar, Oro  | Evgenii Kapun, Mihail Kever, Niyaz Nigmatullin        | Andrei Stankevich |
| 2009 | Suecia, Stockholm       | 1.er lugar, Oro  | Vladislav Isenbaev, Maksim Buzdalov, Evgenii Kapun    | Andrei Stankevich |
| 2008 | Canadá, Banff           | 1.er lugar, Oro  | Dmitrii Abdrashitov, Dmitrii Paraschenko, Fedor Carev | Andrei Stankevich |
| 2007 | Japón, Tokio            | 3.er lugar, Oro  | Iskander Akishev, Mihail Dvorkin, Roman Satyukov      |                   |
| 2005 | China, Shanghái         | 3.er lugar, Oro  | Pavel Mavrin, Sergei Orshanskii, Dmitrii Pavlov       | Andrei Stankevich |
| 2004 | República Checa, Praga  | 1.er lugar, Oro  | Dmitrii Pavlov, Pavel Mavrin, Sergei Orshanskii       | Andrei Stankevich |
| 2003 | EUA, Beverly Hills      | 3.er lugar, Oro  | Timofei Borodin, Aleksandr Shtuchkin, Evgenii Yujakov |                   |
| 2001 | Canadá, Vancouver       | 3.er lugar, Oro  | Georgii Korneev, Denis Kuznecov, Andrei Stankevich    |                   |
| 2000 | EUA, Orlando            | Plata            | Georgii Korneev, Denis Kuznecov, Andrei Stankevich    |                   |
| 1999 | Países Bajos, Eindhoven | 3.er lugar, Oro  | Aleksandr Volkov, Matvei Kazakov, Vladimir Levkin     |                   |

## Publicaciones, Biblioteca, Museo

### Editorial
Además de libros de texto, la Universidad ITMO produce una variedad de publicaciones. Para celebrar su 100 aniversario en 2000, la universidad publicó dos series de libros: “Universidad Nacional de Investigación ITMO: Años y Gente”, y las monografías “Gente Destacada de la Universidad ITMO”.
El periódico oficial “Universidad ITMO” que se ha publicado desde 1931. Inicialmente publicado como “Nuevo Talento”, ha cambiado de nombre varias veces a lo largo del tiempo: “Instrumentación Precisa”, “Constructor de Instrumentos”, “Nuevo Talento para la Instrumentación”. En 1956 su publicación fue detenida debido a cortes de presupuesto, y resurgió en 1994 con el nombre de “Universidad Técnica ITMO” pero no fue producido de forma regular. En 2013 empezó a ser publicado dos veces al año. Desde 2015 se ha publicado mensualmente, con la excepción de los meses de verano, y ofrece una versión extendida en línea.

#### Revistas científicas
- "Procedimientos de Instituciones de Educación Superior. Instrumentación” Esta revista estuvo entre las primeras publicaciones científicas lanzadas por el Ministerio de Educación Superior en 1957. La primera edición “Procedimientos de Universidades de la URSS – Instrumentación” salió en enero de 1958. La revista fue popular en los círculos científicos. En 1991, alrededor de 3000 copias de 12 ediciones fueron publicadas anualmente y entregadas por suscripción. En 1992 la circulación de aquellas cayó drásticamente y para 1997 sólo 9 ediciones eran publicadas anualmente. Desde 2015 ha regresado a 12 ediciones por año.

- “Gaceta Científica y Técnica de IT, Mecánica y Óptica.” Originalmente lanzada en 1936, fue restablecida en 2001. En 2011 obtuvo su nombre actual. Se publica 6 veces al año y es indexada.

- “Nanosistemas: Física, Química, Matemáticas” 6 ediciones al año. Indexada.

- “Revista Óptica” Lanzada en 1931. 12 ediciones al año. Indexada.

- “Revista Científica de la UNI ITMO.” Serie “Tecnologías de Refrigeración y Aire Acondicionado”. La edición electrónica es publicada dos veces al año. Lanzada en 2007. Desde 2013 llamada “La Revista del Instituto de Refrigeración y Biotecnologías”. Indexada.

- “Revista Científica de la UNI ITMO.” Serie “Procesos y Equipo de Procesamiento de Alimentos.” La edición electrónica es publicada cuatro veces al año. Lanzada en 2006 como una colección de papeles, se convirtió en un escrito científico en el 2008. Antes del 2013 se titulaba “La Revista del Instituto de Refrigeración y Biotecnologías”. Indexada.

- “Revista Científica de la UNI ITMO.” Serie “Economía y Eco Administración.” La edición electrónica es publicada cuatro veces al año. Lanzada en el 2007. Antes de 2013 se titulaba “La Revista del Instituto de Refrigeración y Biotecnologías.” Indexada.

### Biblioteca
La universidad es miembro de la Asociación de Bibliotecas de Rusia, La Sociedad de Bibliotecas de San Petersburgo, Consorcio Nacional de Información Electrónica, y la Asociación Regional de Consorcios de Bibliotecas. La biblioteca de la Universidad ITMO ofrece acceso a recursos electrónicos de texto completos extranjeros y rusos, incluyendo Web of Science, Conference Proceedings Citation, Journal Citation Reports, Scopus, ScienceDirect, Springer, ACM, OSA, SPIE, eLibrary, etc.
El año 1900 es considerado como el año de la fundación de la biblioteca. Para 1925, contenía 2,600 libros y para 1945 más de 90,000. Inicialmente la biblioteca estaba situada en Pereulok Grivtzova. Durante la Segunda Guerra Mundial fue evacuada a Cherpanovo y regreso para la reevacuación. En 1970 obtuvo un lugar dedicado en el edificio principal de la universidad en la calle Sablina.
En 1998 la biblioteca creó un departamento para la computarización de los procesos bibliotecarios y adoptó el sistema de información bibliotecario “Irbis”. En 2002 la universidad obtuvo un subsidio del Fondo Nacional de Desarrollo de Personal para “Mejorar el manejo de los recursos de la biblioteca y formar un ambiente educacional abierto en la universidad”. La biblioteca está trabajando actualmente para forma un catálogo electrónico.
La biblioteca de la Facultad de Educación de Nivel de Asociado se convirtió en una departamento de la biblioteca principal en el 2003 y contiene los libros del anterior Colegio de Mecánica #1 que se unió con la universidad en ese mismo año. Los lectores que habían estado en el Sitio de Leningrado de la Segunda Guerra Mundial donar los primeros libros al colegio en 1945. Para el año 2000 la biblioteca contenía más de 44,000 libros y creció hasta 56,000 para el 2008 con la adición de la biblioteca del Colegio de Instrumentación Marina.
En el 2005 la biblioteca absorbió la colección de la biblioteca del Instituto Estatal Óptico, el cual se remonta a 1918. En 1974 a la biblioteca del Instituto Estatal Óptico le fue otorgada el estatus de colección de importancia a nivel gubernamental de óptica e instrumentos de óptica y se convirtió en un recurso para varias bibliotecas universitarias, así como de la industria.
En 2006 la biblioteca recibió más de 10,000 libros de la Academia de Dirección que también se volvió parte de la universidad. En 2011 también obtuvo libros de la biblioteca del Instituto de Refrigeración y Procesamiento de Alimentos que se remonta al año 1931, sobrevivió el sitio y para 1980 contenía más de 550,000 libros y más de un millón al momento de la unión.

### Museos

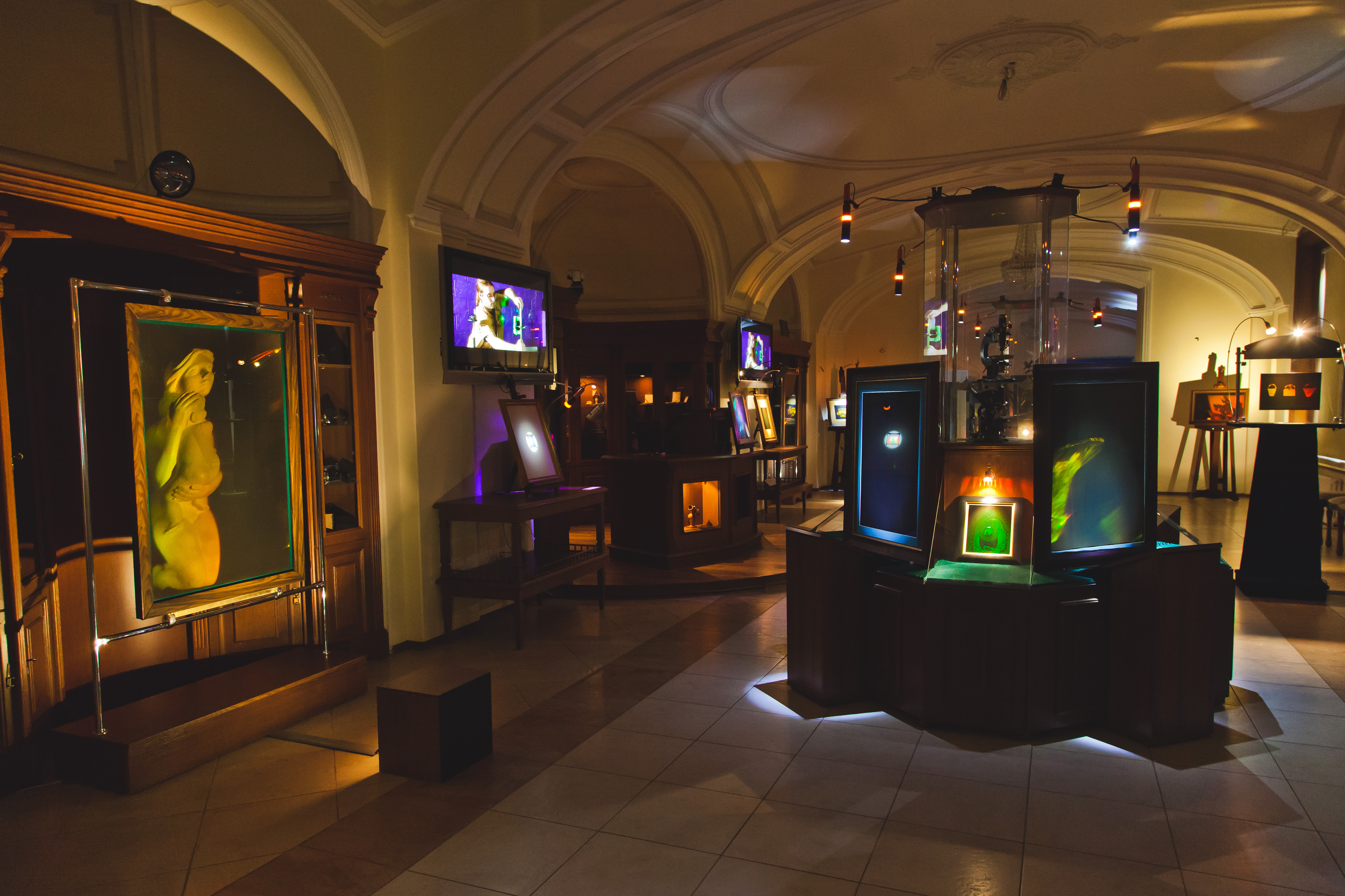
Exhibición “La Magia de la Luz” en la Universidad ITMO. 2015

La Universidad ITMO tiene 3 museos. “El Museo de la Historia de la Universidad ITMO” está ubicado en el edificio en Pereulok Grivtzova.
El Museo de Óptica fue establecido en el 2006 y está ubicado en el primer piso de la Casa Eliseev en Birzhevaya Linia. Con el soporte del Instituto Helénico de Holografía, la Universidad ITMO abrió una exhibición llamada “La Magia de la Luz” en julio del 2015. La Casa Eliseev fue seleccionada para la exhibición porque fue usada para la oficina del Profesor Denisuk, el fundador de la imagen holográfica. Contiene en exposición más de 200 hologramas, incluyendo OptoClones del Huevo Imperial de Fabergé, lentes de Realidad Virtual Oculus Rift, y mucho más. El patio interno contiene al Teatro de Láser Luz Aeterna.
El Museo del Instituto de Refrigeración y Biotecnologías, que se remonta a 1936, está ubicado en el edificio histórico en la calle Lomonosova.
En 2012 la universidad ganó una competencia del Comité de Inversiones para idear un concepto de museo interactivo de ciencia y tecnología que será construido en los terrenos del antiguo parque de tranvías en la Isla Vasilyevsky.
En el Lakhta Center, la Universidad ITMO está construyendo uno de los museos de ciencia infantiles más grandes del país, alrededor de 7000 m², con el apoyo del gobierno de la ciudad de San Petersburgo.

## Vida Estudiantil

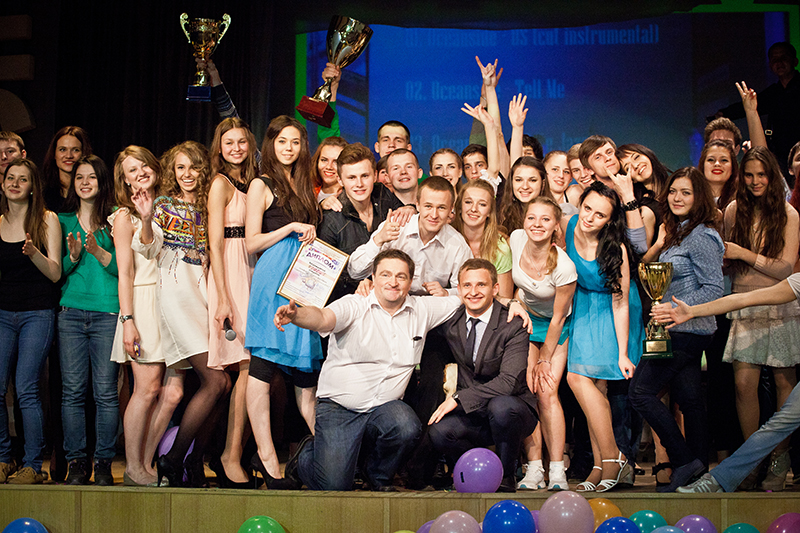
Los Estudiantes de la Universidad ITMO son participantes del proyecto “Primavera del Estudiante”, 2013

La universidad tiene una variedad de organizaciones estudiantiles: sindicatos de estudiantes, incluyendo aquellos para estudiantes extranjeros; clubs estudiantiles, orquesta estudiantil, radio de estudiantes, una sociedad científica de estudiantes, centro de voluntariado, entre otras.
Muchas de estas organizaciones se juntan en espacios de trabajo en conjunto alrededor del campus. Los estudiantes pueden usar estos espacios para sus propios proyectos, pero algunos, como es el caso de SumIT, requieren una entrevista previa.
La universidad tiene dos salas de asamblea para hasta 500 personas cada una. Entre otros espacios de actividades están un cuarto insonorizado para lecciones de canto, un estudio de grabación, un estudio para la estación de radio de internet “Megabyte” y la oficina editorial de la revista “NewTone”.

### Alojamiento
La universidad ofrece alojamiento en seis edificios de dormitorios diferentes. Dependiendo de las necesidades individuales del estudiante, el alojamiento también puede ser provisto en el campus estudiantil Inter-universitario en Novoizmailovskii Prospect, 16.

### Campus y dormitorios de la universidad
| - Kronverksky prospect, d. 49 - Birzhevaya linia, d. 4 - Birzhevaya linia, d. 16 - Birzhevaya linia, d. 14 - Grivtsova per.,d. 14-16 - Pesochnaya nab., d. 14 - Chaikovskogo ul., d. 11/2 - Gastello ul., d. 12 - Kadetskaya Linia V.О., d. 3,k.2 - Novoizmailovsky prospect, d. 34, k. 3 | - Vyazemsky per., d. 5-7 - 2 Komsomolskaya ul., d. 5 - 2 Komsomolskaya ul, d. 7, k. 1 - Serebristiy bul., d. 29, k. 1 - Khrustalnaya ul, d. 14 - Lomonosova ul, d. 9 - Alpiysky per., d. 15,k.2 - Belorusskaya ul, d. 6 - Lensoveta ul, d.23 |  |

### Deportes

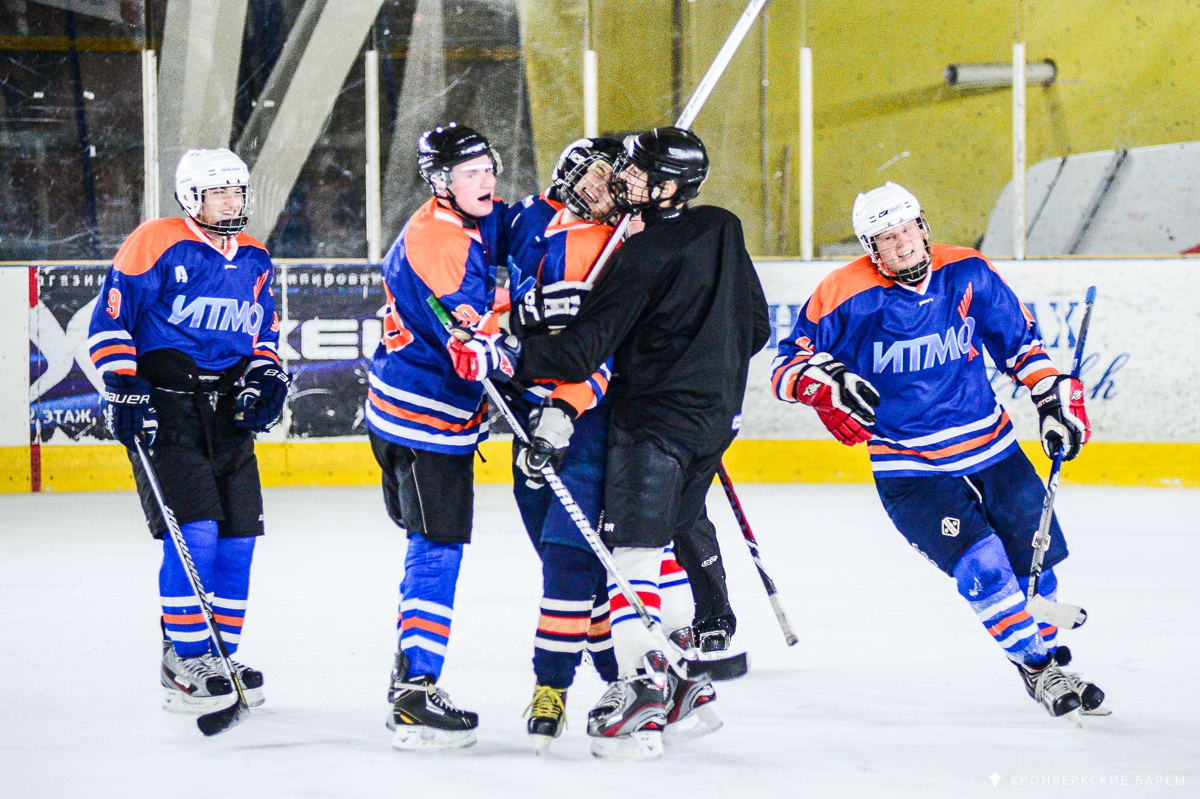
Equipo de hockey de la universidad

La universidad tiene su propia infraestructura deportiva. Los clubes deportivos están ubicados en Vyazemskiy Pereulok y en la calle Lomonosova, y también hay un área deportiva cerca del edificio principal. La universidad también posee unas instalaciones recreativas, “Yagodnoe”, ubicadas cerca del lago Berestvoe, en los suburbios de San Petersburgo. Ahí los estudiantes pueden hacer surf a vela, kayakear, ciclismo y escalada en roca
Una de las organizaciones estudiantiles es el club deportivo “Leopardos de Kronversky”. Ofrece 21 actividades, incluyendo baloncesto, voleibol, esquí de montaña, tenis, natación, animación, entre otros. La universidad también renta el club deportivo “Petrogradetz”, albercas de natación, pistas de hielo y gimnasios.
El equipo de mini fútbol de la universidad obtuvo una medalla de plata en el campeonato “Golden League” del 2013, y ganó bronce en el 2015.
En julio de 2015 el rector de la universidad Vladimir Vasiley organizó varios paseos en bicicleta en la Isla Elagin.

## Doctores Honoris Causa
- Askar Akayev, Profesor, miembro extranjero de la Academia Rusa de las Ciencias (2000), Presidente de la República de Kirguistán, graduado de LITMO (1968)
- Niklaus Wirth, profesor de ciencias computacionales, doctor honoris causa de las Ciencias
- Wilfred Joseph Goodman, Doctor de Ingeniería Eléctrica (Universidad de Stanford), expresidente de la Sociedad Óptica Americana (OSA), expresidente de la Comisión Internacional de Óptica (ICO), exdirector del Comité de Premios de la Sociedad Internacional de Óptica y Fotónica (SPIE), exeditor en jefe de la Sociedad americana Óptica (OSA)
- Yuri Denisyuk, miembro de la Academia Rusa de las Ciencias, graduado de LITMO (1954), uno de los fundadores de la holografía óptica
- Robert Elliot Kahn, el inventor de los protocolos TCP y IP, que forman la base funcional del internet.
- Ilya Klebanov, presidente representante autorizado del Distrito Federal Noroccidental (2003 – 2011), director general de JSC “LOMO” (1992-1997)
- Bertrand Meyer, profesor, líder de ingeniería en software en ETH Zúrich.
- Mijail Miroshnikov, consultante científico de la Facultad de Fotónica Computacional, miembro correspondiente de la Academia Rusa de las Ciencias
- Gury Timofeevich Petrovsky, profesor, director general del Instituto Estatal Vavilov de Óptica (1994-2002)
- Dmitry V. Sergeyev, primer gobernador adjunto de San Petersburgo, graduado de LITMO (1963)
- Bjarne Stroustrup, profesor de la Universidad de Texas A&M, Máster de Ciencias Computacionales de la Universidad de Aarhus, fundador del lenguaje de programación C ++
- Joseph Feliksberger, Doctorado en Ciencia, Líder de Tecnología Aplicada, Degussa, PCI Augsburgo
- Dale Fuller, president y jefe ejecutivo de "Borland Labs, Inc"
- Gunter Hyun, profesor, Doctorado, Decano de la facultad de Ingeniería Mecánica de la Universidad Técnica de Ilmenau
- Tony Hoare, uno de los fundadores de las matemáticas discretas, autor del algoritmo “Quicksort”, la teoría de comunicación de procesos secuenciales (CSP), Lógica de Hoare, que son ampliamente usados para la verificación de software.
- John Edward Hopcroft, especialista en el campo de las ciencias computacionales en la Universidad Cornell.
- Klaus-Peter Tsoher, profesor de la Facultad de Tecnología de Ingeniería Mecánica en la Technische Universität Ilmenau
- Yang Shichin, rector del Instituto de Tecnología de Harbin de 1985 a 2002.

## Alumnos famosos
| Científicos - Nadezhda Agaltzeva - Aziz Azizov - Aleksandr Aronov - Pavel Belov - Vladimir Vasilyev - Aleksandr Grammatin - Gennadi Dulnev - Aleksandr Zapesotzki - Viktor Zverev - Leonid Konopolko - Dmitri Sergeev | Líderes políticos - Askar Akaev Músicos - Vasilii Vasin - Dmitri Tikhonov | Atletas - Valentin Zanin - Boris Lukomsky - Ekaterina Mamleeva - Tamara Manina Servicios Especiales - Sergei Verevkin-Rahalski - Boris Mylnikov |